# Tôn Đức Thắng
Tôn Đức Thắng, född 20 augusti 1888 i Long Xuyen, död 30 mars 1980 i Hanoi, var en vietnamesisk politiker.

## Biografi
Från 1897 till 1901 fick Thang sin utbildning i kinesiska tecken, historia och filosofi av en privatlärare i Long Xuyen. Denna handledare, som var antikolonial, hade en tung inverkan på den tidiga utvecklingen av Thangs politiska övertygelse. Efteråt lärde han franska vid en grundskola i Long Xuyen och bodde där med sina föräldrar till 1906, då han flyttade till Saigon,
Thang deltog i upproriska aktiviteter mot den franska kolonialmakten. Han var medlem i den vietnamesiska revolutionära ungdomsorganisationen från 1927 och 1929, fängslades han av fransmännen på Sai Gon och deporterades till Con Sơn-fängelset. Han blev kvar där till 1945 och steg då i allmänhetens ögon. Efter Ho Chi Minhs Viet Minh kom till makten i augusti 1945 blev Thang medlem i Cochinkinas partikommitté i CPV och från 1946 ordföranden i nationalförsamlingen. År 1947 blev han medlem i centralkommittén i kommunistpartiet i Vietnam.
Thang fungerade också som ordförande i Lien Viet under upproret mot fransmännen från 1946 till 1954. Organisationen upplöstes emellertid efter Genèvekonventionen 1954 som gav Viet Minh ensam kontroll över Nordvietnam. Thang tog då över en annan organisation, Vietnamesiska fosterlandsfronten, en kommunistisk, regeringsvänlig nationalistgrupp. Thang ledde denna i sin strävan att vinna stöd från folket i Sydvietnam.
Thangs arbete med att försöka vinna över Sydvietnam hjälpte också honom till att bli vice ordförande i Nordvietnams Ho Chi Minh-regering 1960. År 1967, när han fortfarande var vicepresident, vann han Lenins fredspris. Efter Ho Chi Minhs död 1969, blev Thang den siste presidenten för en oberoende socialistisk stat i norra Vietnam.
Efter Saigons fall den 30 april 1975, erövrade Thangs Nordvietnam huvudstaden och hjärtat i södra Vietnam, vilket möjliggjorde en återförening av Nordvietnam och Sydvietnam till Socialistiska republiken Vietnam som formaliserades den 2 juli 1976.
Med slutet av Vietnamkriget och med den sydvietnamesiska regeringen avsatt, kunde Thang lätt hålla kontroll över den instabila nya nationen under mitten och senare delen av 1970-talet. Det enade Vietnam upplevde enligt Thang tidiga problem, då de politiska och ekonomiska villkoren försämrades och miljontals sydvietnameser flydde landet som båtflyktingar. Som ledare för det förenade Socialistiska republiken Vietnam arbetade han hårt under flera år på en massiv rekonstruktion av de båda tidigare delarna av Vietnam, som drabbats av år av krig, där det ingick särskilda projekt för återuppbyggnaden av industri, infrastruktur, och ekonomi.